# روجر هيوز
روجر هيوز (بالإنجليزية: Roger Hughes)‏ هو لاعب كرة قدم أمريكية أمريكي، ولد في 4 سبتمبر 1960 في كراوفورد في الولايات المتحدة.